# Port Douglas (Queensland)
Port Douglas is een dorp in het noorden van Queensland in Australië.
Het ligt zo'n 66 km ten noorden van Cairns en heeft ongeveer vierduizend inwoners.

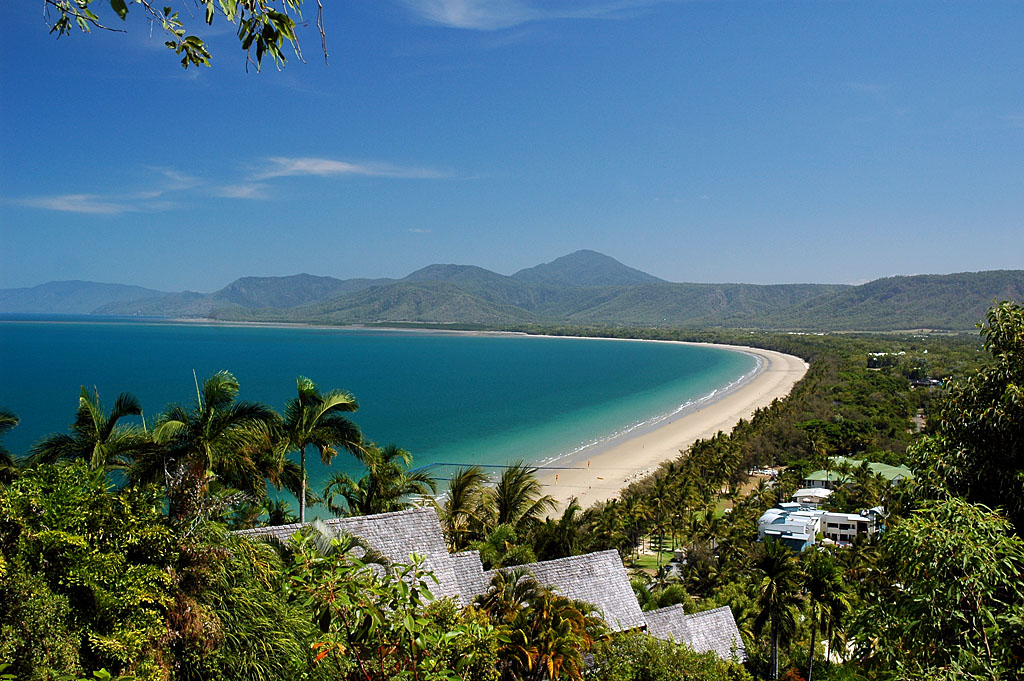
Het vlakbijgelegen Four mile beach

## Geschiedenis
Port Douglas werd gesticht in 1877. De streek trok toen veel kolonisten omdat in de naburige Hodgkinsonrivier goud was ontdekt. Het dorp werd genoemd naar een vroegere premier van Queensland, John Douglas.

## Trivia
- Op 4 september 2006 werd Steve Irwin gestoken door een pijlstaartrog in een koraalrif voor de kust van Port Douglas, waarna hij overleed.
- In de zomer van 2007 werden in Port Douglas opnamen gemaakt voor de film De scheepsjongens van Bontekoe.
- In augustus 2007 werden er opnames gemaakt voor de nieuwe serie The Pacific.